# Saint-Omer-en-Chaussée

Saint-Omer-en-Chaussée este o comună în departamentul Oise, Franța. În 1 ianuarie 2022 avea o populație de 1.205 de locuitori.